# Frédéric-Magnus VI de Solms-Wildenfels
 (juin 2025).
Si vous disposez d'ouvrages ou d'articles de référence ou si vous connaissez des sites web de qualité traitant du thème abordé ici, merci de compléter l'article en donnant les références utiles à sa vérifiabilité et en les liant à la section « Notes et références ».
Titre
Prétendant aux trônes de Schwarzbourg-Rudolstadt et de Schwarzbourg-Sondershausen
Depuis le 4 novembre 1984
(40 ans, 7 mois et 18 jours)
Frédéric-Magnus VI (né le 18 janvier 1927 à Wildenfels), comte de Solms-Wildenfels et prince de Schwarzbourg, fils aîné de Frédéric-Magnus V, comte de Solms-Wildenfels (en), et de Marie-Antoinette, princesse de Schwarzbourg.

## Biographie
Frédéric-Magnus VI de Solms-Wildenfels naît en 1927.

### Mariage
En 1948, il épouse Katarina Duerst à Esslingen et ils ont deux enfants :
1. Michel (Michael, 1949-2006)
2. Konstantin (1950-),

Ils divorcent en 1954 mais se remarient en 1966. Katarina Duerst meurt en 1970.
En 1948, il épouse Gisella Parsol. Ils n'ont pas d'enfants.

## Comte de Solms-Wildenfels
Son père, Frédéric-Magnus V, hérite du titre de comte de Solms-Wildenfels (en) en 1910. Il meurt en 1945, et Frédéric-Magnus hérite à son tour du titre.

## Prince de Schwarzbourg
Le 9 novembre 1971, son oncle Frédéric-Gonthier, prince de Schwarzbourg, meurt sans descendance. Dernier mâle dynaste de la maison de Schwarzbourg, régie par la loi semi-salique, c'est alors sa mère Marie-Antoinette qui lui succède à la tête de la maison. Elle décède le 4 novembre 1984, et Frédéric-Magnus devient le prince titulaire de Schwarzbourg.